# Crazy Horse (groupe belge)
Pour les articles homonymes, voir Crazy Horse.
Ne doit pas être confondu avec le groupe de rock américain homonyme.
Crazy Horse, est un groupe de musique belge des années 1970. 

## Composition
- Alain Delorme : Chant, décédé le 7 août 2020 à Roubaix à l’âge de 70 ans
- Johny Callens : Guitare, Chœurs
- Dominique Barbe : Basse, Chœurs, décédé le 29 mars 2020 à Leers à l'âge de 67 ans. Il repose au cimetière Croix des Bergers à Leers[1].
- Freddy de Jonghe : Batterie

## Biographie
Au début des années 1970, ce groupe anime des bals. Deux producteurs de Mouscron, Marcel De Keukeleire et son compère Jean Van Loo, s'intéressent à eux, les enregistrent dans leur studio au fond de leur petit magasin de disques, et leur permettent d'enchaîner des succès, avec des morceaux pseudo-romantiques, tels Un jour sans toi en 1972, ou encore Et surtout ne m'oublie pas, une « roucoulade mielleuse » d'après Guillaume Fraissard, journaliste du Monde, classée en tête des charts  en France fin juin 1973,. Leur parcours s'arrête avec le départ de leur leader, Alain Delorme, en 1975. Des compilations sortent dans les années 1990 puis en 2003, avec un certain succès.

## Discographie
1. De juillet jusqu'à septembre
2. J'ai tant besoin de toi
3. Un jour sans toi
4. Une fleur, rien qu'une rose
5. Vivre à deux
6. Et surtout ne m'oublie pas
7. Ne rentre pas ce soir
8. Ne laisse pas ma vie sans toi
9. L'amour la première fois
10. C'est trop facile de me dire je t'aime
11. Te souviens tu
12. Belle
13. Quand on s'aime
14. Caline Divine
15. T'as les yeux bleus d'un ange
16. Ou souviens toi
17. Quand le soleil
18. Que c'est bon de t'aimer